# 1902 dans le catholicisme
Chronologie du catholicisme
- 1898
- 1899
- 1900
- 1901
- 1902
- 1903
- 1904
- 1905
- 1906

Cet article présente les faits marquants de l'année 1902 dans le catholicisme.

## Évènements
- 3 au 7 septembre : Congrès eucharistique international à Namur.

## Naissances
Janvier
- 9 janvier : Josef Zotz, prêtre autrichien, opposant au nazisme († 7 juillet 1941)
- 13 janvier : Bienheureux María Romero Meneses, religieuse nicaraguayenne, missionnaire au Costa Rica († 7 juillet 1977)
- 17 janvier : André Dupont, prélat et missionnaire français, père blanc, archevêque de Bobo-Dioulasso († 21 février 1999)
- 24 janvier : André Jacquemin, prélat français, évêque de Bayeux et de Lisieux († 20 décembre 1975)
- 26 janvier : André Lefebvre, prélat jésuite et missionnaire belge, premier évêque de Kikwit († 15 mai 1991)

Février
- 20 février : Vincent Favé, prélat français, évêque auxiliaire de Quimper et Léon et évêque titulaire d'Andeda (de), écrivain en langue bretonne († 18 avril 1997)

Mars
- 8 mars : André Dupeyrat, prêtre, missionnaire en Papouasie-Nouvelle-Guinée et auteur français († 29 décembre 1982)
- 17 mars : Alexandre Glasberg, prêtre d'origine juive et résistant français, Juste parmi les nations († 2 mars 1981)
- 23 mars : 
  - Hervé Laudrin, prêtre, résistant et homme politique français, dernier ecclésiastique député († 19 mars 1977)
  - Bienheureux Józef Cebula, prêtre et martyr polonais du nazisme († 28 avril 1941)
- 27 mars : Michel Florent, prêtre dominicain, missionnaire en URSS et résistant français († 25 avril 1995)

Avril
- 10 avril : Charles-Marie Himmer, prélat belge, évêque de Tournai († 11 janvier 1994)
- 13 avril : Maurice Proulx, prêtre, cinéaste, agronome et intervenant social canadien († 7 juin 1988)
- 14 avril : André Fauvel, prélat français, évêque de Quimper et Léon († 22 janvier 1983)
- 22 avril : Charles-Eugène Parent, prélat canadien, archevêque de Rimouski († 2 juin 1982)
- 28 avril : Roger Johan, prélat français, évêque d'Agen († 13 avril 1993)

Mai
- 7 mai : Christopher Butler, prélat bénédictin britannique, évêque auxiliaire de Westminster et évêque titulaire de Nova Barbara (de) († 20 septembre 1986)
- 10 mai : Marie-Joseph Lemieux, prélat dominicain canadien, diplomate du Saint-Siège et archevêque titulaire de Saldae (de), précédemment évêque titulaire de Calydon (de) († 4 mars 1994)
- 11 mai : Henri Vion, prélat français, évêque de Poitiers († 7 janvier 1977)
- 15 mai : Bienheureux Alfredo Cremonesi, prêtre, missionnaire en Birmanie et martyr italien († 7 février 1953)
- 17 mai : Raymond Marcel, prêtre, historien de la philosophie et collectionneur français († 30 mai 1972)
- 23 mai : Louis Duplan, prêtre et résistant français († 14 novembre 1959)

Juin
- 7 juin : Joseph Gerald Berry, prélat canadien, archevêque de Halifax († 12 mai 1967)

Juillet
- 10 juillet : 
  - Alfred Atton, prélat français, évêque de Langres († 13 juillet 1987)
  - Maurice Baudoux, prélat canadien, archevêque de Saint-Boniface († 1er juillet 1988)
- 15 juillet : Balthasar Linsinger, prêtre autrichien, Juste parmi les nations († 20 octobre 1986)
- 20 juillet : Paul Yoshigoro Taguchi, cardinal japonais, premier archevêque d'Osaka († 23 février 1978)
- 23 juillet : Jean Rosay, prêtre et résistant français, mort en déportation, Juste parmi les nations († avril 1945)

Août
- 23 août : Stanislas Lyonnet, prêtre jésuite, bibliste, théologien et écrivain français († 8 juin 1986)
- 27 août : Bienheureux Stanisław Streich, prêtre polonais, martyr du communisme († 27 février 1938)

Septembre
- 9 septembre : Octave Terrienne, prélat français, vicaire apostolique des îles Gilbert et Ellice et évêque titulaire de Menelaites (de) († 4 mars 1994)
- 12 septembre : Sara Alvarado Pontón, religieuse colombienne, fondatrice des Dominicaines filles de Notre-Dame de Nazareth († 28 mars 1980)
- 22 septembre : José Humberto Quintero Parra, premier cardinal vénézuélien, archevêque de Caracas († 8 juillet 1984)
- 23 septembre : Victor Sartre, prélat et missionnaire français, premier archevêque de Tananarive († 13 octobre 2000)
- 29 septembre : Mikel Koliqi, cardinal albanais, victime du communisme († 28 janvier 1997)

Octobre
- 3 octobre : Albert Gelin, prêtre sulpicien et exégète français († 7 février 1960)
- 7 octobre : Bienheureuse Hanna Chrzanowska, religieuse et infirmière polonaise († 29 avril 1973)
- 8 octobre : Jean-Baptiste Fauret, prélat et missionnaire français, premier évêque de Pointe-Noire († 14 septembre 1984)
- 25 octobre : Bienheureux Carlo Gnocchi, prêtre et éducateur italien, fondateur de la Fondation Pro mutilata enfance († 28 février 1956)

Novembre
- 22 novembre : Georges Galli, acteur puis prêtre français († 3 juillet 1982)

Décembre
- 6 décembre : Giovanni Colombo, cardinal italien, archevêque de Milan († 20 mai 1992)

## Décès
- 2 janvier : Pierre Heude, prêtre jésuite, zoologiste et missionnaire français en Chine (° 25 juin 1836)
- 18 janvier : Donato Maria dell'Olio, cardinal italien, archevêque de Bénévent (° 27 décembre 1847)
- 6 février : Agostino Ciasca, cardinal italien de la Curie, archevêque titulaire de Larissa-en-Thessalie (° 7 mai 1835)
- 13 février : Camille Rambaud, prêtre français, personnalité du catholicisme social (° 17 mars 1822)
- 1er mars : Jean-Baptiste Grosgeorge, prélat et missionnaire français, vicaire apostolique du Cambodge et évêque titulaire d'Oëa (° 15 juin 1846)
- 9 mars : Petrus von Hötzl, prélat allemand, évêque d'Augsbourg (° 6 août 1836)
- 23 mars : Jakob Missia, cardinal austro-hongrois, archevêque de Goritz (° 30 juin 1838)
- 25 avril : Agostino Gaetano Riboldi, cardinal italien, archevêque de Ravenne (° 18 février 1839)
- 28 avril : Cyprien Tanguay, prêtre, généalogiste et historien canadien (° 15 septembre 1819)
- 5 mai : Michael Corrigan, prélat américain, archevêque de New York (° 13 août 1839)
- 7 mai : Saint Augustin Roscelli, prêtre et fondateur italien (° 27 juillet 1818)
- 10 mai : Otto Zardetti, prélat et missionnaire suisse, archevêque de Bucarest (° 24 janvier 1847)
- 28 mai : Jules Loyson, prêtre et théologien français (° 23 janvier 1829)
- 3 juin : Vital-Justin Grandin, prélat et missionnaire français au Canada, premier évêque de Saint-Albert, vénérable (° 8 février 1829)
- 6 juillet : Sainte Maria Goretti, jeune fille italienne, martyre de la pureté (° 16 octobre 1890)
- 12 juillet : 
  - Patrick Feehan, prélat américain, archevêque de Chicago (° 28 août 1829)
  - Lőrinc Schlauch, cardinal hongrois, évêque de Nagyvárad (° 27 mars 1824)
- 22 juillet : Mieczysław Ledóchowski, cardinal polonais de la Curie, précédemment diplomate du Saint-Siège et archevêque titulaire de Thèbes (de) (° 29 octobre 1822)
- 16 août : Georges Bellanger, prêtre et vénérable français (° 24 mai 1861)
- 17 octobre : Bienheureux Contardo Ferrini, universitaire et tertiaire franciscain italien (° 4 avril 1859)
- 28 octobre : Léopold Follioley, prêtre, écrivain, enseignant et journaliste français (° 17 février 1836)
- 9 novembre : Angelo Zottoli, prêtre, sinologue, latiniste et missionnaire italien en Chine (° 21 juin 1826)
- 18 novembre : Bienheureux Grimoald de la Purification, religieux passioniste italien (° 4 mai 1883)
- 21 novembre : Bienheureuse Françoise Siedliska, religieuse polonaise, fondatrice des Sœurs de la Sainte Famille de Nazareth (° 12 novembre 1842)
- 22 novembre : Gaetano Aloisi Masella, cardinal italien de la Curie, précédemment diplomate du Saint-Siège et archevêque titulaire de Néocésarée-du-Pont (de) (° 30 septembre 1826)
- 17 décembre : Bienheureuse Mathilde Téllez Robles, religieuse espagnole, fondatrice des Filles de Marie, Mère de l'Église (° 30 mai 1841)
- 21 décembre : Alphonse Magnien, prêtre français, missionnaire aux États-Unis (° 9 juin 1837)